# Bostonské hory
Bostonské hory (anglicky Boston Mountains) jsou vrchovina v centrální části Spojených států amerických. Leží na území států Arkansas a Oklahoma. Bostonské hory jsou také jednou ze sekcí fyzické geografie Spojených států amerických.Nejvyšší vrcholy vrchoviny nepřesahují nadmořskou výšku 780 m.

## Geografie
Vrchovina se rozkládá z východu na západ. Ze severu je oddělená Springfieldskou plošinou. Krajina je skalnatá, s vystupujícími hřbety a prudkými svahy. Charakteristické jsou úzké soutěsky řek. Největší řekou v oblasti je Buffalo River.

## Geologie
Bostonské hory jsou převážně tvořeny pískovci a jílovitými břidlicemi.